# I'm So Bored with the U.S.A.
I'm So Bored with the U.S.A. è una canzone dei Clash presente sul loro omonimo album di debutto The Clash pubblicato nel 1977.

## Origine e storia
La prima versione del brano, si intitolava I'm So Bored with You ed era una più convenzionale canzone d'amore scritta da Mick Jones.  Secondo il libro The Complete Clash di Keith Topping, il brano parlava della ragazza dell'epoca di Jones, la stessa che aveva ispirato il testo di Deny, altra canzone del gruppo. Secondo quanto raccontato dagli stessi autori Joe Strummer e Mick Jones, nel documentario Westway to the World, il cambiamento di titolo avvenne quando Strummer ascoltò per la prima volta la canzone, quando Jones gliela suonò durante il loro primo incontro nello squat a Davies Road. Registrazioni primitive del brano sono contenute nel celebre bootleg 5 Go Mad at the Roundhouse. Già nel concerto del 20 settembre 1976 alla Roundhouse di Camden Town, il brano fu eseguito con il nuovo titolo.
(Mick Jones)

## Testo e significati

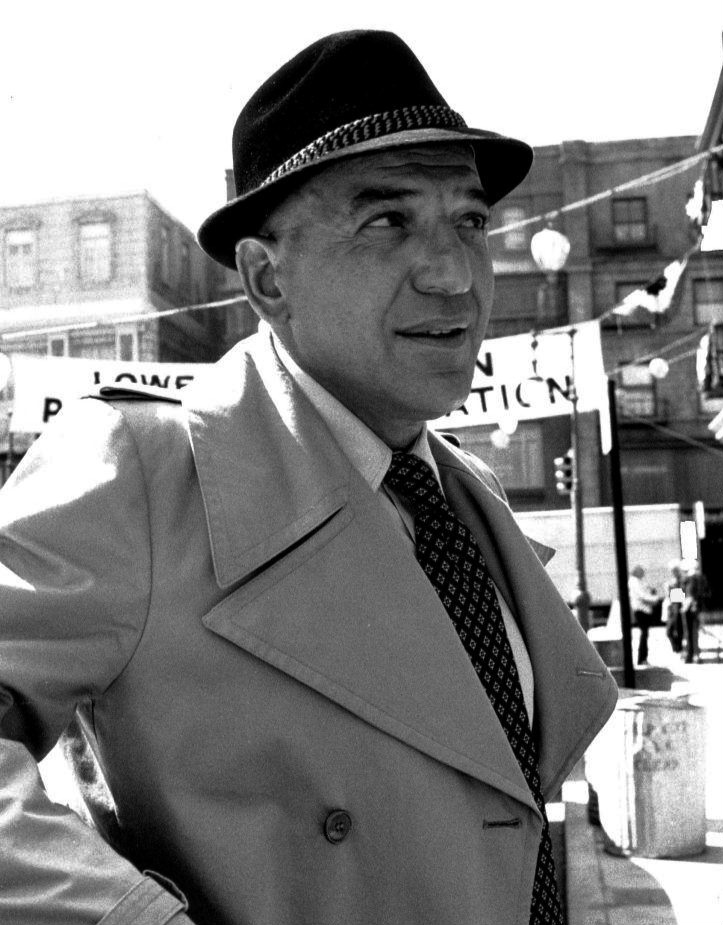
Telly Savalas nei panni del Ten. Kojak, personaggio di un telefilm preso dai Clash come simbolo dell'arroganza e dell'imperialismo statunitense.

Il testo di I'm So Bored with the USA è un attacco diretto al sistema politico statunitense e una condanna degli stessi Stati Uniti. Il ritornello che caratterizza il brano, contiene un esplicito rifiuto dei modelli imposti dagli Stati Uniti, ma anche il senso di impotenza verso un sistema imperialista strutturato e ramificato in tutto il mondo: «I'm so bored with the USA / But what can I do?» (Non ne posso più degli USA / Ma cosa posso farci?). Sono inoltre presenti nel testo riferimenti alla diffusione delle droghe nell'esercito USA (in particolare l'eroina), al supporto degli Stati Uniti ai regimi dittatoriali antidemocratici sparsi per il mondo (tema che sarà ripreso più avanti dagli stessi Clash nella canzone presente sull'album Sandinista!, Washington Bullets), e critiche ai modelli imposti dalla sotto-cultura della televisione americana. Inoltre viene menzionato lo scandalo Watergate, e vengono sbeffeggiati Starsky & Hutch e Kojak, popolari personaggi televisivi di telefilm polizieschi che furoreggiavano all'epoca, come simboli dell'autorità, dell'imperialismo e dell'arroganza USA.
For the C.I.A.

Suck on Kojak,

For the USA»
fallo per la CIA!

Succhialo Kojak,

per gli USA!»
(I'm So Bored with the U.S.A. - The Clash)
Successivamente, Mick Jones disse che il brano era stato frainteso, perché in realtà non era un attacco indiscriminato all'America come nazione. Spiegò che era maggiormente contro l'americanizzazione della Gran Bretagna.
I'm So Bored with the U.S.A. rimase una presenza fissa in tutti concerti dei Clash fino al 1978, in seguito la sua esecuzione divenne meno frequente, eccetto in America dove veniva spesso usata per aprire i concerti della band.

## Formazione
- Joe Strummer - chitarra e voce
- Mick Jones - chitarra e voce
- Paul Simonon - basso e voce
- Terry Chimes - batteria